# Ecomalthusianismo
O ecomalthusianismo é a noção teórica de que o crescimento demográfico acelerado e desordenado pressiona a retirada de recursos naturais de áreas que possuem grande biodiversidade no planeta. Controlar o crescimento populacional é uma das formas de preservar a natureza. A teoria prioriza a relação pelo enfoque dos recursos naturais, ou seja, se a população mundial continuar com seu crescimento vegetativo atual, os recursos naturais não suportarão e se esgotarão, inviabilizando a vida neste planeta. A teoria vai contra o crescimento demográfico e também vai contra o crescimento populacional.
Em última instância, a teoria acusa a pobreza como fator gerador da degradação ambiental em um determinismo complicado de ser rompido, a não ser por soluções como estas, ou seja, limitando-se a natalidade.